# Wisen
Wisen  is een gemeente en plaats in het Zwitserse kanton Solothurn en maakt deel uit van het district Gösgen.
Wisen telt 419 inwoners (2012).
Bij Wisen ligt de Wisenberg (1001m), de meest oostelijke uitloper van het Juragebergte met sinds 1923 op de top een uitkijktoren. De toren, aanvankelijk van hout, is in 1953 en 1987 vernieuwd en verhoogd tot de huidige 24 meter.

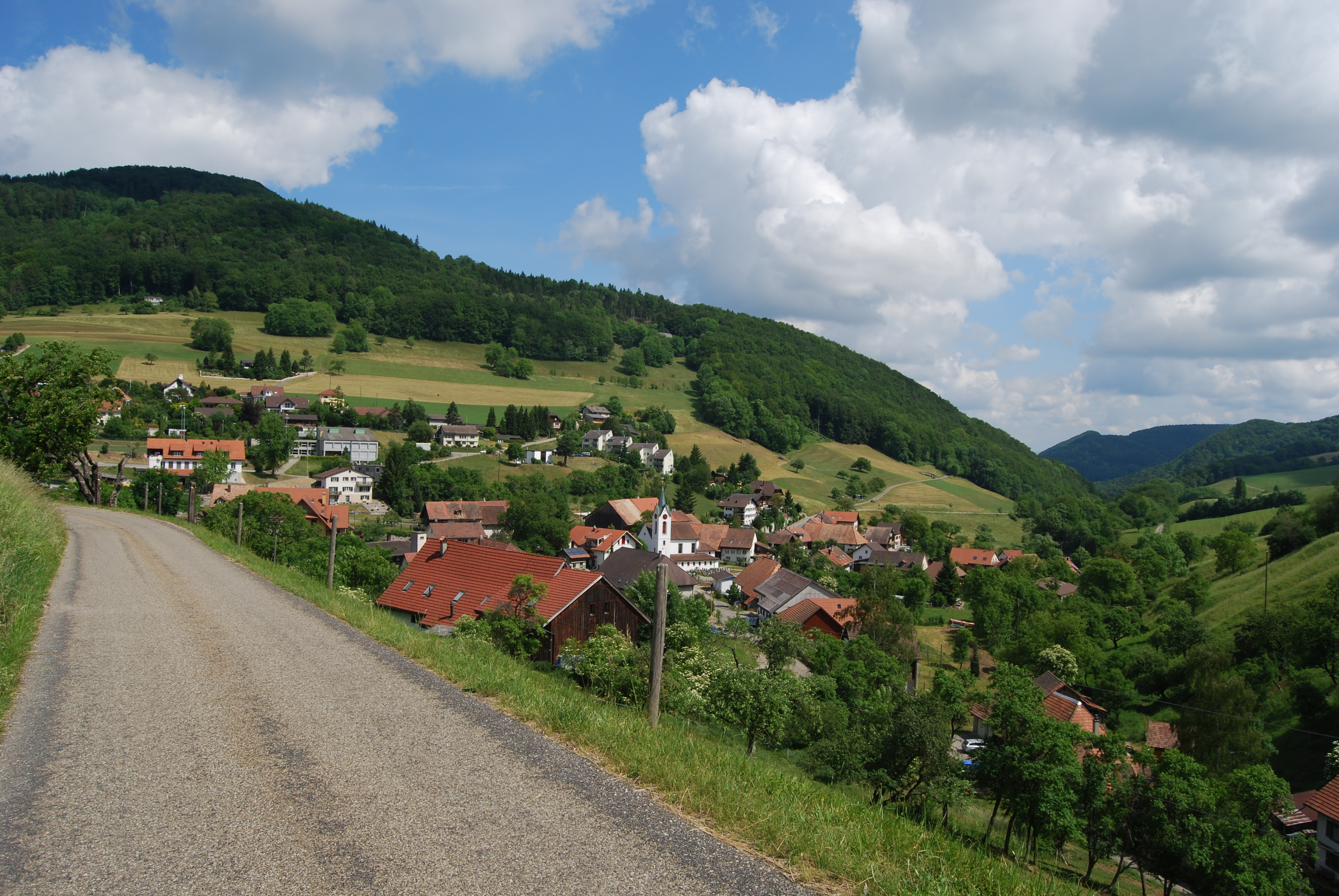
Wisen